# پرستون بی. پلامب
پرستون بیرس پلامب (به انگلیسی: Preston Bierce Plumb) سناتور سابق عضو حزب جمهوری‌خواه ایالات متحده آمریکا بود. وی در سال ۱۸۷۷ تا ۱۸۹۱ میلادی سناتور ایالت کانزاس در سنای ایالات متحده آمریکا بود.